# RPG-29
Le RPG-29 « Vampir » est un lance-roquettes conçu par l'URSS et puis la Russie. Adopté par l'Armée rouge en 1989, il a été dévoilé au grand public en 1993, au salon IDEX consacré aux armement, à Abou Dhabi.
Exporté dans divers pays, ce lance-roquettes réutilisable a la particularité de tirer une roquette antichar dotée de deux charges creuses montées en tandem lui conférent une capacité anti-blindé non négligeable.
Le RPG-29 a été utilisé par le Hezbollah contre les chars israéliens Merkava au Liban et quelques exemplaires ont également été utilisés par les forces armées irakiennes durant la guerre d'Irak en 2003. Il est également utilisé par différentes milices durant la guerre civile de 2014 en Syrie, puis lors de la guerre russo-ukrainienne depuis 2022.

## Description
Le RPG-29 est un lance-roquettes réutilisable qui se compose de deux tubes assemblés l'un dans l'autre qui peuvent être démontés pour réduire sa longueur à un mètre dans le but de faciliter son transport par un fantassin. Le RPG-29 est équipé d'une lunette télescopique 1P38 possédant un grossissements × 2,7 pour un champ de vision de 13°. Les organes de visée secondaires sont montés sur le tube et consiste en un cran de mire et d'un guidon rabattable.
Pour le tir de nuit, la lunette 1P38 peut être remplacée par une lunette 1PN51-2 équipée d'un tube amplificateur de lumière résiduelle, le RPG-29 prend alors l'appellation RPG-29N. Le RPG-29 peut éventuellement être monté sur un trépied et équipé d'une conduite de tir automatique 2S35 intégrant un télémètre laser, cette combinaison augmente sa portée pratique à 800 m. Le tube lance-roquette a une durée de vie de trois cent tirs. Le moteur-fusée de ses roquettes se consume intégralement avant que la roquette n'ait quitté le tube, protégeant ainsi le tireur.
Deux types de roquettes sont disponibles pour le RPG-29 :
- PG-29V : une roquette antichar de 105 mm pesant 6,7 kg. Sa charge militaire se compose de deux charges creuses montées en tandem capable de perforer, sous 60° d'incidence, une plaque d'acier inclinée de 300 mm d'épaisseur protégée par un blindage réactif explosif[1].
- TGB-29V : une roquette anti-infanterie et anti-fortifications de 105 mm pesant 6,7 kg. Sa charge thermobarique est capable de détruire un bâtiment ayant une surface allant jusqu'à 300 m2[2].

## Pays utilisateurs
Il est actuellement utilisé par les pays suivants :
- Bangladesh ;
- Bulgarie ;
- Iran ;
- Mexique ;
- Russie ;
- Syrie ;
- Ukraine ;
- Vietnam ;
- Algérie.